# TT (песня)
«TT» — сингл, записанный южнокорейской гёрл-группой Twice. Выпущен лейблом JYP Entertainment 24 октября 2016 года в качестве ведущего сингла третьего мини-альбома Twicecoaster: Lane 1. Песня была написана и спродюсирована Сэмом Льюисом и командой Black Eyed Pilseung.

## История
10 октября 2016 года JYP Entertainment объявили о возвращении TWICE с заглавным треком «TT» из третьего мини-альбома Twicecoaster: Lane 1. Первый тизер для музыкального видео был выпущен 20 октября с участием мальчика и девочки в хэллоуинских костюмах.

### Выпуск
Сингл с альбомом были выпущены 24 октября в качестве цифровой загрузки на различных музыкальных сервисах.
Ремикс-версия под названием «TT (Tak Remix)» была выпущена 20 февраля 2017 года в качестве бонус-трека к специальному альбому Twicecoaster: Lane 2.

## Композиция
«TT» спродюсирован Black Eyed Pilseung, который также является композиторами хитов «Like Ooh-Ahh» и «Cheer Up», и аранжирован Pado. В «TT» есть текст, написанный Сэмом Льюисом, который описывает колотящееся сердце девушки, когда она впервые влюбляется. «TT» описывается как поп-песня с тяжелыми электронными включениями и устойчивыми ударами Силка. Участница группы Чжихё сказала: «У нас есть песня, которая лучше всего показывает энергичных Twice».

## Музыкальное видео
Клип на заглавный трек «TT» был снят той же продюсерской командой, что и другие клипы на «Like Ooh-Ahh» и «Cheer Up». Он набрал более 5 миллионов просмотров на YouTube менее чем за 24 часа с момента релиза. В момент выхода песни его клип установил новый рекорд по просмотрам всего за 40 часов, сделав его самым успешным музыкальным видео K-pop-группы, которое достигло 10 миллионов просмотров, а затем побил другой рекорд, достигнув 20 миллионов просмотров за 4 дня и 18 часов.
В начале 2017 года клип на песню «TT» набрал 100 миллионов просмотров и стал самым просматриваемым клипом K-pop гёрл-группы за все время. Он также стал первым клипом K-pop гёрл-групп, который достиг 200 миллионов и 300 миллионов просмотров YouTube. В сентябре 2018 года музыкальное видео стал первым клипом среди всех гёрл-групп, который достиг 400 миллионов просмотров на YouTube.
В музыкальном видео участницы продемонстрировали разные личности и известных персонажей через косплеи на тему Хэллоуина: Чонён и Момо изображают Пиноккио и Динь-Динь, Дахён изображает Белого Кролика из Приключений Алисы в Стране чудес, Сана изображает Hit Girls из серии комиксов. Чхэён Русалочка, а Наён милый дьявол. Мина — женщина-пират, напоминающая Пиратов Карибского моря, а Цзыюй и Чихё имеют контрастные концепции. Цзыюй — таинственный вампир в чёрном прозрачном платье, а Джихё — смесь Эльзы из Холодного сердца и Белой Королевы из Алисы в Зазеркалье в длинном белом платье. Видео заканчивается сообщением «Продолжение следует», намекая на следующий альбом группы Twicecoaster: Lane 2.

## Коммерческий успех
«TT» четыре недели подряд занимала первое место в цифровом чарте Gaon. Она также достигла пика на 2 и 3 строчках в чартах Billboard World Digital Songs и Billboard Japan Hot 100 соответственно.
Billboard разместил «TT» на 6 позицию в итоговом чарте Japan Hot 100.

## Японская версия
Через несколько недель после релиза «TT», хореография из музыкального клипа сингла стала трендом в Японии. Он был имитирован несколькими японскими знаменитостями на SNS и стал популярным среди подростков. 24 февраля 2017 года Twice официально объявили, что их дебют в Японии назначен на 28 июня. Они выпустили сборник #Twice, который состоит из десяти песен, включая корейскую и японскую версии «TT». Японские тексты песен, были написаны Секо Фудзибаяси.
Музыкальное видео японской версии «TT» вышло 21 июня. Видео было снято Джимми из BS Pictures. Он же занимался многими музыкальными клипами других артистов JYP Entertainment, включая 2PM «The Time We have Spent Together», Got7 «Hey Yah» и «My Swagger» и так далее.

## Чарты
| Чарты (2016—2018)                   | Позиции |
| ----------------------------------- | ------- |
| Япония (Japan Hot 100)              | 3       |
| Япония (Oricon)                     | 17      |
| Филиппины (Philippine Hot 100)      | 54      |
| Филиппины (BillboardPH K-pop Top 5) | 3       |
| Республика Корея (Gaon)             | 1       |
| Республика Корея (Kpop Hot 100)     | 36      |
| США World Digital Songs (Billboard) | 2       |

| Чарты (2016)            | Позиции |
| ----------------------- | ------- |
| Республика Корея (Gaon) | 26      |

| Чарт (2017)             | Позиция |
| ----------------------- | ------- |
| Япония (Japan Hot 100)  | 6       |
| Республика Корея (Gaon) | 40      |

| Чарты (2018)           | Позиции |
| ---------------------- | ------- |
| Япония (Japan Hot 100) | 19      |

## Сертификация
| Регион                                                       | Сертификация | Продажи  |
| ------------------------------------------------------------ | ------------ | -------- |
| Япония (RIAJ)                                                | Золотой      | 100 000^ |
| * Данные о продажах приведены только на основе сертификации. |              |          |

## Победы
| Год  | Номинация                   | Категория            | Результат | Прим.  |
| ---- | --------------------------- | -------------------- | --------- | ------ |
| 2017 | 6th Gaon Chart Music Awards | Песня года — Октябрь | Победа    | [ 40 ] |
| 2018 | 32nd Japan Gold Disc Award  | Песня года (Азия)    | Победа    | [ 41 ] |

### Музыкальные программы
| Программа                 | Дата           | Прим.  |
| ------------------------- | -------------- | ------ |
| The Show (SBS MTV)        | 1 ноября 2016  | [ 42 ] |
| Show Champion (MBC Music) | 2 ноября 2016  | [ 43 ] |
| M Countdown (Mnet)        | 3 ноября 2016  | [ 44 ] |
| M Countdown (Mnet)        | 10 ноября 2016 | [ 45 ] |
| Music Bank (KBS)          | 4 ноября 2016  | [ 46 ] |
| Music Bank (KBS)          | 11 ноября 2016 | [ 47 ] |
| Music Bank (KBS)          | 18 ноября 2016 | [ 48 ] |
| Music Bank (KBS)          | 25 ноября 2016 | [ 49 ] |
| Music Bank (KBS)          | 2 декабря 2016 | [ 50 ] |
| Music Bank (KBS)          | 6 января 2017  | [ 51 ] |
| Inkigayo (SBS)            | 6 ноября 2016  | [ 52 ] |
| Inkigayo (SBS)            | 13 ноября 2016 | [ 53 ] |
| Inkigayo (SBS)            | 20 ноября 2016 | [ 54 ] |

## Комментарии
1. ↑  Peak chart position of "TT (Japanese ver.)" on Oricon Digital Singles Chart.